# Bataille d'Arcos de Valdevez
La Bataille d'Arcos de Valdevez (portugais : Torneio de Arcos de Valdevez) a eu lieu à Arcos de Valdevez sur les rives de la rivière Vez entre le Royaume de León et le Royaume de Portugal à l'été 1140 ou 1141. C'est l'une des deux seules batailles rangées qu'Alphonse VII de León est connu pour avoir livré, et la seule des deux qui ne coïncide pas avec un siège. Son adversaire était son cousin Alphonse Ier de Portugal. Un armistice signé après la bataille devint finalement le Traité de Zamora (1143) et mit fin à la première guerre d'indépendance du Portugal. La zone de la bataille est devenue connue sous le nom de  Veiga  ou  Campo da Matança, le «champ de la mort».

## Déroulement du conflit
Au début du règne d'Alphonse VII, Alphonse de Portugal était son héritier présomptif. La naissance ultérieure de deux fils d'Alphonse VII, les futurs rois Sanche III et Ferdinand II, et la distance géographique entre la base du pouvoir portugais d'Alphonse et celle de la Couronne, a probablement convaincu Alphonse Henriques de se rebeller en violation du Traité de Tui (1137) et d'envahir la Galice ,. Il traversa le Minho et pénétra dans la région de Valdevez («vallée du Vez»). En entendant cela, Alphonse VII a précipité les troupes de León en Galice, détruisant les fortifications qui pourraient être utilisées par Alphonse Henriques au fur et à mesure et campant dans la Serra do Soajo au nord du fleuve Lima, dont le Vez est un affluent .
À Valdevez, les principaux combattants des deux côtés étaient des chevaliers montés. On ne sait pas comment la bataille s'est développée, mais on pense que pour éliminer la possibilité d'une mêlée, chaque monarque a sélectionné des chevaliers pour des matchs de joute individuels, et la bataille s'est transformée en hâte. La nécessité de faire face à une invasion almoravide du sud de son territoire a peut-être forcé Alphonse Henriques de Portugal à accepter un tournoi. Valdevez illustre la tendance, notée par Philippe Contamine, des combats médiévaux entre chevaliers à dégénérer «en une sorte de grand tournoi mi sérieux mi frivole» . A Arcos de Valdevez, de nombreux prisonniers ont été faits mais peu de vies ont été perdues. Outre Ramiro Fróilaz, qui est le seul noble pris à Valdevez mentionné par son nom dans le contemporain Chronica Adefonsi imperatoris, les Portugais ont peut-être capturé Ponce Giraldo de Cabrera et la Traba frères Fernando Pérez et Bermudo Pérez . Les Portugais ont réussi à prendre l'avantage, par les lois de la chevalerie de ce temps, et ont vaincu les chevaliers Léonais. Dans ces circonstances, la paix fut conclue et les prisonniers échangés. Un armistice a été signé après la bataille qui est finalement devenu le Traité de Zamora.

## Sources primaires
La Chronica Adefonsi imperatoris relate l'épisode de Valdevez aux §§82–3 :

. . . l'empereur [Alphonse VII] ordonna aux comtes de Castille de se préparer aux attaques quotidiennes contre le roi García [García Ramírez de Navarre]. Ces nobles étaient Rodrigo Gómez, Lope López, Gutier Fernández, et d'autres. Alphonse VII a mobilisé une grande force et est parti pour le Portugal. Il y captura plusieurs châteaux puissants tout en détruisant et en pillant la terre. Le roi de Portugal mobilisa également son armée et sortit pour combattre les quelques hommes qui avaient été bêtement séparés de la force principale de l'empereur. Les Portugais ont affronté le comte Ramiro [Ramiro Fróilaz] qui tentait de conquérir leur terre. Ils se joignirent à la bataille et Ramiro fut vaincu et fait prisonnier.

L'empereur installa son camp face au château de Penha da Rainha, situé à Portela de Vez. Le roi portugais a planté ses tentes face au camp de l'empereur sur un terrain plus élevé et plus accidenté avec une vallée située entre les deux. De nombreux nobles des deux armées sont descendus et se sont engagés dans des combats individuels. Les chevaliers de l'Empereur l'ont fait sans son consentement. Beaucoup des deux côtés sont tombés de leurs chevaux et ont été capturés.
Les anciens nobles portugais en furent témoins et dirent à leur roi : « Sir, il n'est pas avantageux pour nous de faire la guerre à l'Empereur. Nous ne serons pas toujours capables de résister à ses troupes qui sont supérieures aux nôtres en force et en nombre. La situation est en effet de plus en plus dangereuse. S'il y avait eu la paix entre nous, nos frères n'auraient pas péri aux mains des Maures à Leiria. Par conséquent, vous devez prendre des précautions pour que les Almoravides et les autres Maures ne reviennent pas attaquer nos villes et châteaux de l'autre côté du fleuve Douro. S'ils le font, il y aura une plus grande destruction qu'auparavant. Envoyez quelques-uns d'entre nous à l'Empereur pour demander un traité de paix. Rendons tous ses châteaux que nous possédons maintenant, et qu'il rende ceux que ses chevaliers ont capturés dans notre pays. Il vaut bien mieux pour nous vivre en paix qu'en temps de guerre.»

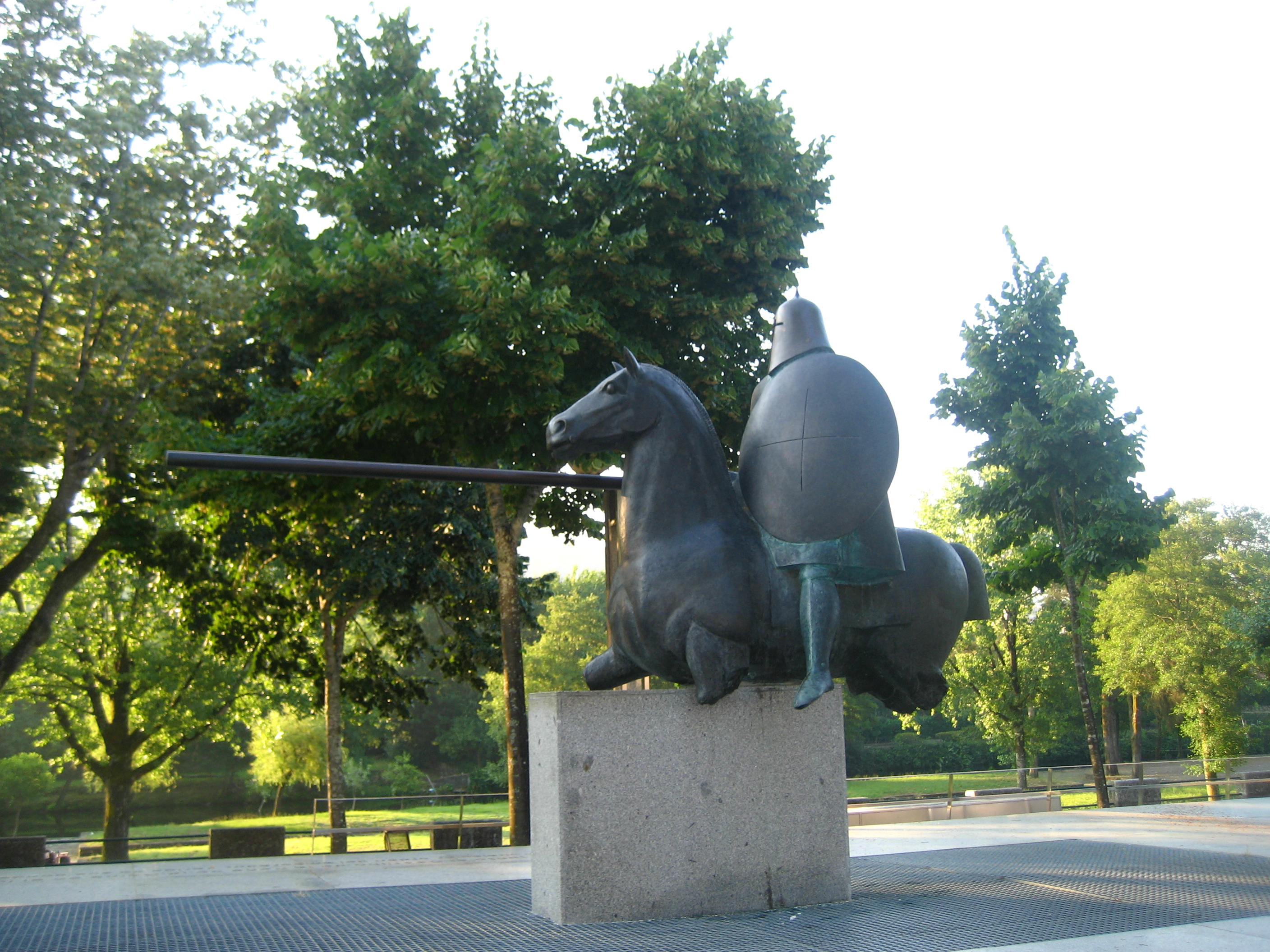
L'un des chevaliers du monument d'Arcos de Valdevez

Le Chronicon Lusitanum anonyme, de source portugaise, rapporte la bataille sous l'an 1140 :

. . . l'empereur Don Alphonse VII, fils du comte Raymond et de la reine Doña Urraque Ire, fille de l'empereur Don Alphonse VI, ayant rassemblé toute son armée de Castille et de Galice, voulut entrer dans le royaume de Portugal et arriva au lieu-dit Valdevez. Mais le roi de Portugal, Alphonse Henriques, joint à son armée et venant de la manière qu'il voulait, dressa ses tentes, les unes en cet endroit et les autres ailleurs. Certaines personnes sont venues de l'Empereur pour un jeu [ex parte Imperatoris ad ludendum], qui est populairement appelé un bufurdio [Bufurdium], et immédiatement les hommes du roi de Portugal sont descendus et les ont combattu. Ils firent de nombreux captifs, dont Fernando Pérez Furtado, le frère de l'Empereur, le consul Ponce de Cabrera, Vermudo Pérez, et Varella, fils de Fernando Yáñez, frère de Pelayo Curvo, et Rodrigo Fernández, père de Fernando Rodríguez, et Martín Cabra, cousin du consul Don Ponce, et bien d'autres qui étaient venus avec eux .

## Mémoires
Il y a une fresque commémorative d'azulejos de la bataille dans la gare de São Bento . À Arcos de Valdevez, un monument de la sculpture de José Rodrigues commémore la bataille comme une joute. Dans le Musée d'Arcos de Valdevez, un artefact du soi-disant Torneio de Cavaleiros est exposé en permanence.